# Midlothian (Virginia)
Midlothian es un lugar designado por el censo ubicado en el condado de Chesterfield en el estado estadounidense de Virginia. En el Censo de 2020 tenía una población de 18320  habitantes y una densidad poblacional de 818,59 habitantes por km².
Forma parte del área metropolitana de Richmond–Petersburg.

## Geografía
Midlothian se encuentra ubicado en las coordenadas 37°31′17″N 77°39′53″O / 37.52139, -77.66472.  Según la Oficina del Censo de los Estados Unidos,  tiene una superficie total de 22,38 km², de la cual 22,19 km² corresponden a tierra firme y 0,19 km² a agua.